# Foxy Brown
Pour les articles homonymes, voir Brown.
Ne doit pas être confondu avec Foxy Brown (film).
Foxy Brown, de son vrai nom Inga DeCarlo Fung Marchand, née le 6 septembre 1978 à Brooklyn, New York, est une rappeuse, actrice, et mannequin afro-américaine, d'origine asiatique et trinidadienne. Elle est connue pour sa carrière solo autant que pour ses nombreuses collaborations, mais également grâce à son évolution au sein du groupe musical The Firm avec pour associés Nas et AZ.
Son pseudonyme fait référence à un film de 1974 emblématique du cinéma de blaxploitation, Foxy Brown. Dans ce film, le rôle-titre est incarné par Pam Grier. Le personnage est une femme au fort caractère qui veut venger la mort de son petit copain, tué par des gangsters.

## Biographie

### Ill Na Naet The Firm (1996–1998)
Alors qu'elle n'est qu'une adolescente, Foxy Brown gagne un concours de talents à Brooklyn. C'est alors qu'elle est remarquée par l'équipe de production Trackmasters, qui travaille sur l'album Mr. Smith de LL Cool J, et qui décide de la faire rapper sur le titre I Shot Ya. Le single devient un tube et permet à Foxy Brown de travailler avec Total, Toni Braxton et Case, ainsi que d'intégrer le collectif The Firm créé par Nas et qui inclut également AZ et Cormega). Avant même la publication d'un seul album, Foxy Brown apparaît en featuring sur plusieurs singles certifiés disques de platine, dont le remix de No One Else du groupe Total, Ain't No Nigga de Jay-Z, le remix de You're Makin' Me High de Toni Braxton ou encore Touch Me, Tease Me de Case et Mary J. Blige. À la suite de ces succès, des majors surenchérissent pour signer Foxy Brown et finalement elle choisit le label Def Jam début 1996.
En 1996, Brown sort son premier album, Ill Na Na, produit par Trackmasters, qui fait participer Blackstreet, Method Man et Kid Capri. L'album se hisse à la septième place du Billboard 200. En dépit d'un accueil globalement positif, Ill Na Na est durement critiqué pour ces textes crus, d'autant que la rappeuse n'avait que seize ans au moment de l'enregistrement. De l'album, certifié disque de platine, seront extraits deux singles.
Le collectif The Firm, dont fit partie Foxy Brown, ne fut jamais une entité à part entière mais plutôt une parenthèse dans la carrière de ses participants. En plus de Foxy Brown, le groupe comptait Nas, AZ et Nature – mais n'était rien de plus que le « jouet » de ses producteurs : Nas « Escobar » (comme il se prénomme à l'époque), Steve « Commissioner » Stoute, Dr. Dre et Trackmasters. The Firm apparaît sur Affirmative Action, un des singles extrait du second album de Nas, It Was Written. Foxy Brown, AZ et Cormega se joignent à Nas – chacun un couplet – et Affirmative Action devient immédiatement un énorme tube, partout dans le monde. L’album de The Firm, Nas, Foxy Brown, AZ & Nature Present The Firm: The Album, se vendra peu malgré les 218 000 exemplaires vendus la première semaine. Après avoir atteint la première place du Billboard 200, l'album quitte assez rapidement les charts. Foxy Brown publie ensuite un single, Big Bad Mama, avec Dru Hill, issu d'une compilation de Def Jam intitulée How to Be a Player. Il s'agit d'un tube mineur qui incite Brown à réaliser un deuxième album solo.
En mars 1997, elle se joint aux festivités organisées par MTV à Panama City, en Floride, avec entre autres Snoop Dogg, le groupe pop The Spice Girls, et le groupe de rock Stone Temple Pilots. Plus tard, elle se joint à la tournée Smokin' Grooves de House of Blues qui débute à Boston, dans le Massachusetts, en été 1997. Cependant, elle quitte la tournée après quelques dates manquées.

### Chyna Doll(1998–2000)
Foxy Brown publie son second album, Chyna Doll en janvier 1999. Il compte 173 000 exemplaires vendus à sa première semaine de sortie. Cependant, les ventes déclinent significativement la semaine suivante. Le premier single Hot Spot ne parvient pas à atteindre le top 50 du Billboard. Chyna Doll est certifié disque de platine  par la Recording Industry Association of America (RIAA) avec plus d'un million d'exemplaires vendus au total. À la fin de l'année, Foxy Brown devient l'égérie de Calvin Klein. Fin 1999, Brown et son fiancé Kurupt mettent un terme à leur vie commune de cinq années.
Durant l'année 2000, beaucoup de ses amis de l'industrie du disque, au nom desquels Jay-Z ou Nas commencent à se faire du souci. Foxy Brown souffre de dépression et se fait soigner en clinique pour addiction aux médicaments et aux anti-dépresseurs. Cette même année, Brown apparaît en couverture du numéro du mois d'août du magazine Essence. Dans l'article qui lui est consacré intitulé Dignity or Dollars, Brown parle de son image, qu'elle essaie de soigner, apparaissant plus habillée que jamais, et tentant de se départir de cette réputation de « bad girl » qui lui colle à la peau, notamment après sa une de Vibe où elle était photographiée en bikini argenté, la main entre les cuisses.

### Broken Silence(2001–2003)
En 2001, Brown publie son troisième album, Broken Silence, qui est acclamé par la critique. Le premier single, BK Anthem, est bien plus underground que tout ce qu'elle a produit auparavant. Elle donne la part belle au quartier de son enfance, Brooklyn, et à quelques rappeurs notoires comme The Notorious B.I.G. et Jay-Z. Avec un son très urbain et délibérément « sale », l'album donne l'impression d'avoir été réalisé sur du matériel amateur. Le second single de l'album, Oh Yeah, sur lequel apparaît le chanteur jamaïcain Spragga Benz, marque les débuts de Foxy Brown dans le reggae et le dancehall. Def Jam, le label de Brown, ne lui offre pas la même promotion que pour ses deux albums précédents, malgré des critiques unanimes pour dire que Broken Silence était le travail le plus personnel et le plus abouti de la rappeuse. L'album se vend mal, atteignant tout de même 800 000 exemplaires, sans publicité.
En 2002, Brown est nommée pour la première fois aux Grammy Awards dans la catégorie « meilleure performance solo d'une artiste féminine de rap » pour son tube Na Na Be Like, issu de l'album Broken Silence. La même année, Brown revient brièvement dans la scène avec la publication du single Stylin', dont le remix avec Birdman, son frère Gavin, Loon, et N.O.R.E. devait être inclus dans Ill Na Na 2: The Fever.
En 2003, Brown fait une apparition sur un single de DJ Kay Slay intitulé Too Much for Me. En avril, elle apparaît dans l'émission The Wendy Williams Show, et révèle la nature de ses relations avec le président de Def Jam de l'époque, Lyor Cohen, et P. Diddy. Brown les accuse tous les deux d'avoir illégalement vendu ses enregistrements originaux. Elle annonce aussi que Cohen refuse de publier son quatrième album, Ill Na Na 2: The Fever, parce qu'elle ne veut pas modifier son contrat. Brown révèle en pleurs que ses ennuis de santé sont le résultat des problèmes qu'elle rencontre avec Def Jam. Moins de 24 heures après l'interview, Ill Na Na 2: The Fever est mystérieusement disponible en libre accès et en téléchargement sur le net. Quelques mois plus tard, Brown fait la couverture du magazine de hip-hop XXL et réitère son désir de quitter Def Jam, chose faite fin 2003 puisqu'elle est licenciée par le label.

### Black Roses(2004–2007)
En 2004, Brown renoue avec son ami d'enfance Jay-Z, devenu président de Def Jam, qui lui offre un contrat via son label Roc-A-Fella Records. Durant l'année, Brown rejoint Jay-Z et d'autres stars du hip-hop durant la tournée Jay-Z and Friends Tour. Brown commence aussi à enregistrer son quatrième album solo, Black Roses.
Le 5 décembre 2005, son avocat, Joseph Tacopina, explique que Foxy Brown a perdu toute capacité auditive et qu'il ne peut plus se faire entendre d'elle. Brown explique aux reporters le 15 décembre qu'on lui a diagnostiqué une surdité soudaine en mars lors de l'enregistrement de son album. Après plusieurs interventions chirurgicales, la rappeuse retrouve ses facultés auditives. Elle termine les derniers enregistrements de Black Roses, dont la sortie est indéfiniment reportée.
En juin 2006, Brown explique avoir eu recours à une intervention chirurgicale et se dit prête à revenir en studio. Son label ne prévoit aucune date pour la sortie de son album, mais espère le voir paraître à la fin de 2006. Le 22 mai 2007, Black Hand Entertainment annonce un contrat de management avec Chaz Williams et Brown. Aucune date de sortie n'est prévue pour Black Roses, mais Brown affirme que l'album est presque achevé. La date du 6 septembre 2007 est annoncée deux jours plus tard. Le 16 août 2007, Black Hand Entertainment annonce le départ de Brown de Def Jam Records pour lancer son propre label indépendant Black Rose Entertainment, distribué par Koch Records. Un street album, Brooklyn Don Diva, est prévu pour le 4 décembre 2007, mais reporté au 13 mai 2008. Brown signe à Koch Records en août 2007. Brooklyn's Don Diva atteint la 83e place du Billboard 200.

### Quatrième album (depuis 2012)
Le 14 août 2012, Foxy Brown participe à la tournée Pink Friday Tour de Nicki Minaj à New York.
Le rappeur AZ explique qu'elle collabore avec Nicki Minaj. Le 15 août 2013, Foxy Brown participe au MTV Rapfix et annonce un quatrième album intitulé Bandz Up.

## Démêlés judiciaires

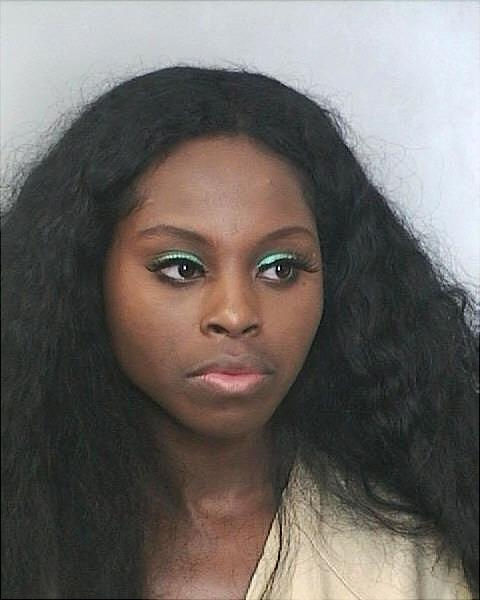
2007 mug shot

Foxy Brown a régulièrement eu des démêlés avec la justice. Le 6 mars 2000, Brown a un accident avec sa Range Rover à Brooklyn : ses blessures sont superficielles mais la police l'arrête car son permis de conduire était suspendu à la suite de diverses contraventions.
Le 29 août 2004, la rappeuse agresse deux employées d'un salon de beauté à Chelsea, lors d'une dispute pour une facture de 20 dollars qu'elle aurait refusé de régler. En avril 2005, Brown plaide non coupable des faits qui lui sont reprochés et est condamnée à une période de trois ans de probation.
En avril 2005, la rappeuse Jacki-O prétend avoir eu une violente altercation avec Foxy Brown dans un studio d'enregistrement à Miami. Elle explique que Brown l'a harcelée et que le ton est vite monté. Il s'est ensuivi une bagarre aux poings. Si Foxy Brown a admis les incidents verbaux, elle nie tout acte de violence physique. Brown explique que Jacki a été irrespectueuse et a exagéré volontairement les faits pour se faire un peu de publicité pour ses projets futurs.
Le 7 septembre 2007, Foxy Brown est condamnée à un an de prison pour violation de sa période de probation. Le 18 avril 2008, elle est libérée de la prison de Rikers Island.

## Discographie

### Albums studio
- 1996 : Ill Na Na
- 1997 : The Firm
- 1999 : Chyna Doll
- 2001 : Broken Silence
- 2008 : Brooklyn's Don Diva

### Singles
| Année | Titre            | Billboard Hot 100 | Hot R&B/Hip-Hop Songs | Hot Rap Tracks | UK Singles Chart | Album                                   |
| ----- | ---------------- | ----------------- | --------------------- | -------------- | ---------------- | --------------------------------------- |
| 1996  | Get Me Home      | 76                | 88                    | -              | 55               | Ill Na Na                               |
| 1997  | I'll Be          | 99                | 67                    | 34             | 52               | Ill Na Na                               |
| 1997  | Big Bad Mama     | 53                | 19                    | 54             | 12               | Def Jam's How to Be a Player Soundtrack |
| 1999  | Hot Spot         | 91                | 22                    | 23             | 31               | Chyna Doll                              |
| 1999  | I Can't          | -                 | 61                    | 45             | -                | Chyna Doll                              |
| 2001  | B.K. Anthem      | -                 | 82                    | 22             | -                | Broken Silence                          |
| 2001  | Candy            | -                 | 48                    | 10             | 48               | Broken Silence                          |
| 2001  | Oh Yeah          | -                 | 63                    | -              | -                | Broken Silence                          |
| 2003  | I Need a Man     | -                 | 62                    | -              | -                | Ill Na Na 2: The Fever                  |
| 2005  | Come Fly with Me | -                 | 45                    | -              | -                | Black Roses                             |
| 2005  | Art of War       | -                 | -                     | -              | -                | Black Roses                             |

### Featurings
- 1995 : I Shot Ya (Remix) (Mr. Smith)
- 1995 : Hooked on You (Remix) (Silk - Hooked On You Remixes)
- 1996 : One for the Money (Remix) (Horace Brown - One for the Money Remixes)
- 1996 : Touch Me, Tease Me (Case)
- 1996 : Affirmative Action et Watch Them Niggas (It Was Written)
- 1996 : You're Makin' Me High (Remix) (Secrets)
- 1996 : Ain't No Nigga (Reasonable Doubt)
- 1996 : Release Some Tension (Release Some Tension)
- 1997 : The Party Don't Stop (Unlady Like)
- 1997 : Sunshine (In My Lifetime, Vol 1.)
- 1997 : Love Is All We Need/All We Need Is Love (Remix) (Share My World)
- 1997 : Holy Matrimony (Letter to The Firm); ( Jackie Brown (film)
- 1997 : Friend (No Way Out)
- 1998 : I Gotta Know (Cheers 2 U)
- 1998 : Trial Of The Century (Pieces Of A Man)
- 1998 : Dollar Bill (R.)
- 1998 : Paper Chase (Vol 2. Hard Knock Life)
- 2000 : Thong Song (Remix) (Nutty Professor 2: The Klumps)
- 2000 : What's Your Fantasy (Remix) (Back For the First Time)
- 2000 : More (Wow...The Story)
- 2001 : Blow My Whistle (Rush Hour 2)
- 2001 : Picture This (The Benzino Project)
- 2002 : Tell Me What You Want (Previously Unreleased)
- 2002 : Dope Boyz (Remix) (I'm Serious)
- 2002 : Affirmative Action (Remix) (From Illmatic to Stillmatic : The Remixes EP)
- 2002 : Nothing (Remix) (God's Favorite)
- 2003 : If It Ain't One Thing (Dance With My Father)
- 2003 : Whatcha Gonna Do (Bringing Down The House Soundtrack)
- 2003 : Too Much for Me (The Streetsweeper Vol 1)
- 2003 : Talkin' to Me (Amerie - Talkin' to Me Remixes)
- 2004 : Does He Love Me (Keshia Chante)
- 2004 : Got It Locked (Pitch Black Law)
- 2004 : Pretty Girl Bullshit (Hurt No More et Bad Boys 2)
- 2004 : More or Less (Godfather Buried Alive)
- 2004 : The Gang (Godfather Buried Alive)
- 2004 : Haitian Mafia (Welcome to Haiti: Creole 101)
- 2004 : Stop (Unfinished Business)
- 2005 : You Already Know (Remix) (Pleasure & Pain)
- 2006 : Hmm Hmm (Remix) (Undisputed)
- 2007 : When The Lights Go Out (Feat. Kira)
- 2018 : Coco Chanel (Nicki Minaj)